# Nenad Maslovar
Nenad Maslovar (Servisch: Ненад Масловар) (Kotor, 20 februari 1967) is een voormalig Montenegrijns voetballer.

## Carrière
Nenad Maslovar speelde tussen 1988 en 1999 voor Spartak Subotica, Velež, Rode Ster Belgrado, JEF United Ichihara en Avispa Fukuoka.

## Joegoslavisch voetbalelftal
Nenad Maslovar debuteerde in 1997 in het Joegoslavisch nationaal elftal en speelde 3 interlands.